# Parròquia de Sant Andreu de Llavaneres
La Parròquia de Sant Andreu de Llavaneres és una església de Sant Andreu de Llavaneres (Maresme) inclosa a l'Inventari del Patrimoni Arquitectònic de Catalunya.

## Descripció
L'església parroquial de Sant Andreu de Llavaneres és un edifici neoclàssic de tres naus i de grans dimensions. La façana principal té un portal amb arc rebaixat i una fornícula al damunt amb la imatge del sant titular. Per damunt hi ha una rosassa. La façana acaba amb una cornisa i un frontó rectangular, de l'any 1865, amb un òcul al centre. El campanar, situat al costat dret, és de planta quadrada, però acaba sent vuitavat. La coberta és a dues aigües. Una gran escalinata fa possible l'accés a l'església, que es troba en un nivell superior respecte del carrer.

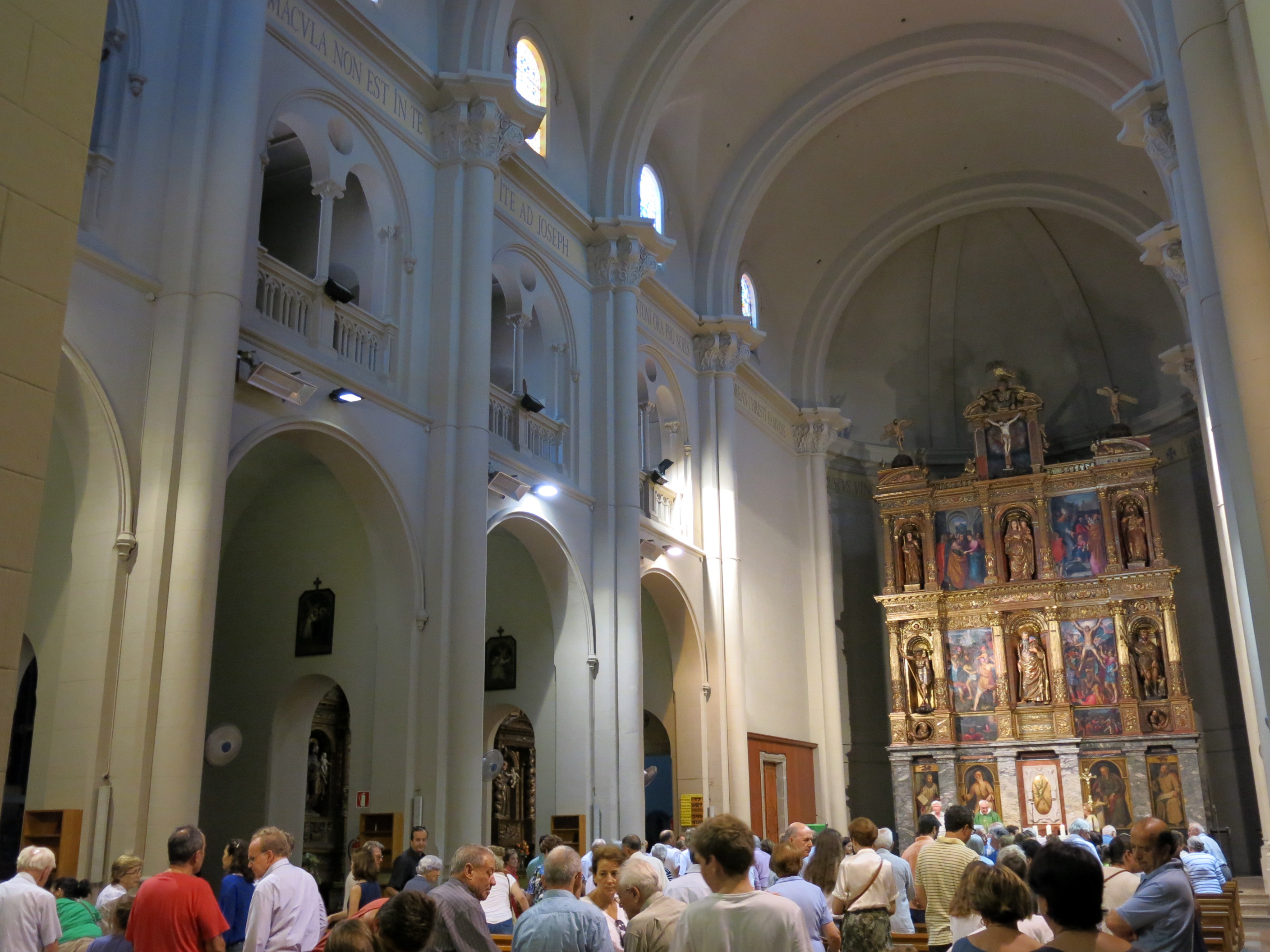
Interior de la nau, amb el retaule major, provinent de l'església vella

## Història
A partir del segle xviii és quan es defineixen els carrers de Sant Andreu de Llavaneres (carrer de Munt, carrer de Baix, carrer del Mig, carrer del Doctor i carrer dels Clòsens). A causa d'aquest desenvolupament dels carrers i de la situació de l'antiga parròquia (l'actual església del cementiri) dalt de la serra, és feu necessari construir un nou edifici al mig de la població. Aquesta església d'estil neoclàssic es començà a construir a mitjan segle xviii, l'any 1752, tot i que es realitzà en gran part durant el primer terç del segle xix. Fou consagrada l'any 1836. A l'interior, procedents de l'església vella, es conserven el retaule, algun dels altars laterals i el Sant Crist.